# Fimbriação

O brasão real da Rainha Margarida II da Dinamarca esquartejado por uma cruz branca com fímbrias vermelhas.

A fimbriação, na heráldica e na vexilologia, é a colocação de pequenas listras de cores contrastantes ao redor de figuras comuns ou ordinárias, geralmente para que se destaquem do fundo, mas muitas vezes simplesmente devido às preferências estéticas subjetivas do designer, ou por uma razão mais técnica (somente em heráldica) para evitar o que de outra forma seria uma violação da regra da tintura. Embora a fimbriação se aplique quase invariavelmente a ambos ou a todos os lados de uma carga, existem exemplos muito incomuns de fimbriação apenas em um lado. Outra forma bastante rara é a fimbriação dupla (blazonada "dupla fimbriada"), onde a carga ou comum é acompanhada por duas listras coloridas em vez de apenas uma. Nos casos de fimbriação dupla, a cor externa é estampada primeiro. A bandeira municipal de Mozirje, na Eslovénia, mostra um exemplo de fimbriação que por sua vez é ela mesma fimbriada.
A fimbriação também pode ser usada quando uma figura é da mesma cor do campo em que está colocada. Uma figura vermelha colocada sobre um fundo vermelho pode ser necessária, por exemplo, quando a figura e o campo têm uma cor específica por razões simbólicas ou históricas, e nestes casos a fimbriação torna-se uma necessidade para que a figura seja visível. Em alguns casos, como uma cruz fimbriada colocada em um campo da mesma cor da cruz, o efeito é idêntico ao uso de uma cruz anulada, ou seja, uma cruz mostrada apenas em contorno.
De acordo com a regra da tintura, uma das regras fundamentais do desenho heráldico, a cor não pode ser colocada sobre cor, nem metal sobre metal. (Na heráldica, "metal" refere-se ao ouro e à prata, frequentemente representados usando amarelo e branco, respectivamente. "Cor" refere-se a todas as outras cores.) Às vezes, porém, deseja-se fazer algo assim, então a fimbriação é usada para cumprir com a regra.

Bandeira da África do Sul, mostrando fimbriação amarela e branca.

Na vexilologia que não é especificamente heráldica, as regras da heráldica não se aplicam, mas a fimbriação ainda é vista com frequência. A razão para isto é em grande parte a mesma da regra heráldica da tintura: isto é, a necessidade de visibilidade - a separação das cores mais escuras pelo branco ou amarelo é uma ajuda para a separação visual das cores mais escuras. Um bom exemplo de bandeira que utiliza fimbriação é a bandeira nacional da África do Sul, que é fimbriada em branco acima e abaixo da área verde central, e em amarelo entre ela e o triângulo na talha.
Embora a fimbriação seja, heraldicamente, destinada a ser usada para separar áreas que são ambas as cores (pelo uso de um metal) ou ambos os metais (pelo uso de uma cor), ocasionalmente podem ser encontradas bandeiras que usam a fimbriação de maneiras não-padronizadas. Um exemplo disso é a bandeira das Ilhas Faroé, que separa uma cruz vermelha de um campo branco com fimbriação azul. Outro exemplo desta fimbriação não-padronizada é a bandeira das Tribos Unidas da Nova Zelândia, que separa áreas de azul e vermelho com fimbriação preta. A bandeira do Uzbequistão também utiliza esta forma de “pseudo-fimbriação” – acrescenta uma fina faixa vermelha entre uma cor e um metal, separando o azul (acima) e o verde (abaixo) de uma faixa branca central.
Cerca de 15 a 20 países usam fimbriação em suas bandeiras nacionais. As bandeiras nacionais que utilizam fimbriação incluem as de Trinidad e Tobago, Coreia do Norte, Botswana, Quénia e - a mais famosa - a Bandeira da União Britânica. Nesta última bandeira a fimbriação é incomum, pois uma fimbriação branca separa um campo azul de uma cruz vermelha (representando a Inglaterra), mas também de um saltire vermelho e branco dividido (o vermelho representando a Irlanda e o branco representando a Escócia). A fimbriação branca ao longo da parte branca do saltire - possivelmente única na vexilologia - é responsável pelo famoso "desigualdade" da Union Jack, dando-lhe a aparência de ter um saltire vermelho fimbriado mais amplamente de um lado do que do outro.

## Bandeiras usando fimbriação

Bandeira de Åland (Finlândia).
Bandeira da Samoa Americana (Estados Unidos).
Bandeira do Botsuana.
Bandeira do Burundi.
Bandeira da República Democrática do Congo.
Bandeira de Essuatíni.
Bandeira das Ilhas Faroé (Dinamarca).
Bandeira da Gâmbia.
Bandeira da Islândia.
Bandeira do Quênia.
Bandeira do Mississippi (Estados Unidos).
Bandeira de Moçambique.
Bandeira da Namíbia.
Bandeira da Nova Zelândia.
Bandeira da Coreia do Norte.
Bandeira da Noruega.
Bandeira de São Cristóvão e Nevis.
Bandeira das Ilhas Salomão.
Bandeira das Ilhas Salomão.
Bandeira do Sudão do Sul.
Bandeira do Suriname.
Bandeira da Tanzânia.
Bandeira de Trinidad e Tobago.
Bandeira do Reino Unido.
Bandeira do Uzbequistão.
Bandeira de Vanuatu.